# غفت (كورنوال)
غفت (بالإنجليزية: Kea, Cornwall)‏ هي قرية و أبرشية مدنية تقع في المملكة المتحدة في إنجلترا. يقدر عدد سكانها بـ 1,580 نسمة .

## معرض صور

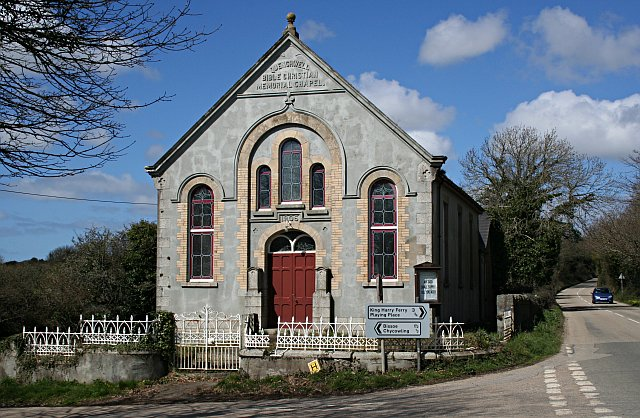
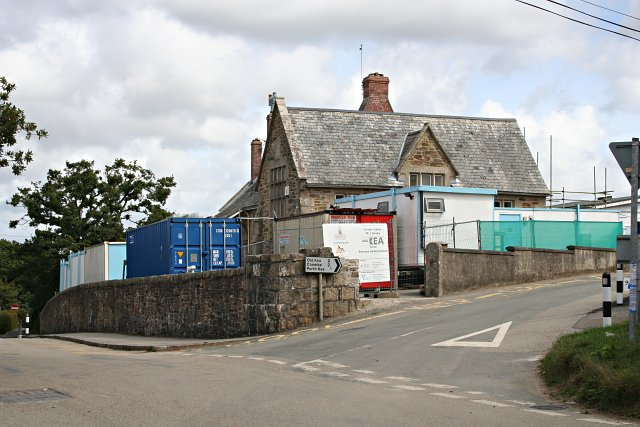
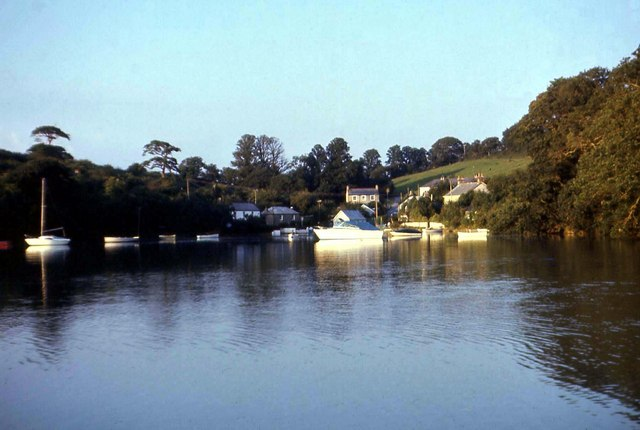